# HRT – HTV 1
Prvi program Hrvatske televizije (HRT – HTV 1) televizijski je program Hrvatske radiotelevizije. Emitira se u MUX M1 na području Hrvatske, putem satelita Eutelsat 16A na frekvenciji 11637 GHz V 30000 te putem multimedijske usluge HRTi.

## Program

### Emisije
- Dobro jutro, Hrvatska – jutarnja mozaična emisija urednice Larise Banek
- Treća dob
- Manjinski mozaik
- Kod nas doma
- Zvijezde pjevaju
- Volim Hrvatsku
- Plodovi zemlje
- More
- Mir i dobro – religijska emisija
- Nedjeljom u 2 – govorna emisija
- Normalan život – emisija
- Otvoreno – politička govorna emisija
- Prizma – multinacionalni magazin
- Riječ i život – emisija o kršćanstvu
- TV kalendar – dnevna povijesno-dokumentarna TV emisija
- Veterani mira – emisija o braniteljima
- Pozitivno
- Biblija
- Zajedno u duhu – emisija o religiji

### Informativne emisije
- Dnevnik (u 12, 19 i oko 23 sata)
- Vijesti u 16:30
- Regionalni dnevnik
- Sport
- Vrijeme
- Vijesti iz kulture

### Licencirane emisije
- Potjera – natjecateljski show s voditeljem Joškom Lokasom
- Superpotjera – natjecateljski show s voditeljem Joškom Lokasom
- Tko želi biti milijunaš? – natjecateljski show s voditeljem Tarikom Filipovićem

### Strane serije
- A je to!
- Simpsoni
- Moj mali poni: Prijateljstvo je čarolija
- Vor-Tech: Tajni pretvorbeni odred
- Li'l Elvis i kamiondžije

## Vanjske poveznice
- Službene stranice Hrvatske radiotelevizije